# Лепляво
Лепля́во (укр. Ліпля́ве) — село в Черкасском (до административной реформы 2019 года — Каневском) Черкасской области Украины. Расположено на левом берегу Днепра в 15 км восточнее районного центра — города Канева. В селе есть железнодорожная станция Лепляво.
Общая площадь села — 592 га, под застройкой и приусадебными участками — 61 га; протяженность дорог — 47 км (из них с твердым покрытием — 17 км), протяженность водопровода — 2,8 км.

## История

### Происхождение названия
Есть две версии относительно происхождения названия села:
- Название села происходит от способа строительства домов, которые словно лепили из глины, а значит, от слова «лепить»;
- Согласно другой название села происходит от фамилии Лепленських (Липлянських), которые имели поместья в этом селе.

Вторая версия кажется маловероятной, так как первые культурные поселения на территории села датируются как минимум IV—V веками, в X веке Лепляво уже играло значительную роль в охране южных рубежей Киевской Руси, а первое письменное упоминание об отношении Лепленських к селу датируется лишь 1578 годом в Русской метрике «Реестры документов Коронной канцелярии для украинских земель». Помимо этого в то время знатные роды брали себе фамилии от населенных пунктов, где они имели поместья, а не наоборот.

### Первое поселение
Леплявское городище было построено в конце X в. в рамках оборонительной линии князя Владимира для защиты от печенегов: «И сказал Владимир: „Нехорошо, что мало городов около Киева“. И стал ставить города по Десне, и по Остру, и по Трубежу, и по Суле, и по Стугне. И стал набирать мужей лучших от славян, и от кривичей, и от чуди, и от вятичей, и ими населил города, так как была война с печенегами. И воевал с ними, и побеждал их». Изначально Леплявское городище представляло собой военный лагерь, выдвинутый в степь для защиты Переяславля. Вблизи городища проходит также линия более ранних «Змиевых валов».
Леплявский могильник расположен рядом с городищем на надпойменной террасе Днепра в урочище Бобрик. Р. И. Выезжев, раскапывавший этот могильник в 1950-х гг., отметил, что первоначально он был довольно обширным и сейчас от него сохранилась лишь небольшая часть (площадка в 250 Х 400 м.). Могильник раскапывался в 1906 г. Н. Е. Макаренко и в 1913—1914 гг. Полтавским музеем. Всего в это время было вскрыто 72 насыпи.
Среди находок на городище и могильнике: предметы вооружения, женские украшения (бусы, серьги, височные кольца), предметы быта и орудия труда (оковки ведер, кресала, пряслица, ножи, обломки глиняной посуды).

### XIII—XVII века
Во времена Киевской Руси поселение относилось к Переяславскому княжеству. С 1245 года под контролем Золотой Орды, а в 1363 году село переходит к Великому княжеству Литовскому в составе удельного Киевского княжества, а после его ликвидации в 1471 году находится в составе Киевского воеводства. После Люблинской унии 1569 года в — составе Речи Посполитой. В 1578 году Богуш и Иван Леплянские получили королевское подтверждение на имения в Киевском повете. Лепляво по инвентарной ведомости 1622 года Каневского староства отмечено как село с тремя посполитами и тремя посуседками, остальные казаки. В селе имелась одна мельница.

### XVII—XVIII века
В XVI—XVII веках село представляет собой казацкий городок, состоявший из хуторов, расположенных среди лесов и заболоченной местности левобережья. В 1625 году, после подписания Курукувского соглашения и основания Каневского полка, село входит в него как центр одноимённой сотни. Жители села принимали участие в освободительной войне середины XVII века. По условиям Зборовского договора 18 августа 1649 года село становится центром сотни (сотник Фесько Богданенко) в составе Каневского полка Гетманщины. После Андрусовского соглашения село в 1667 году отошло к Переяславскому полку. Традиционно здесь поселялись казацкие старшины. Так, в 1672 году здесь жил казацкий сотник переяславского полка Семен Евфименко, имя которого упоминается на страницах «Конотопских статей». Отсюда ведет своё начало казацкий род Ливицких, который по преданию происходил от легендарного гетмана Павла Полуботка. Известно, что с XVIII века здесь жили известные семьи священников Левицкого и Даниила Юркевича. По ревизии 1764 года в селе проживало 775 лиц.

### XVIII—XX века
В январе 1782 года в связи с ликвидацией Гетманщины Екатериной II село вошло в состав Золотоношского уезда Киевского наместничества. С 1796 года в составе Переяславского уезда Малороссийской губернии, а с 1802 года в составе Золотоношского уезда Полтавской губернии. В 1859 году в селе проживало 1 491 человек.
В революцию 1905—1907 годов на селе активно действовали крестьянские вожаки Бондаренко Кирилл Прохорович и Боровик Григорий Семенович. Сподвижником Симона Петлюры во время Гражданской войны был Ливицкий Андрей Николаевич — министр иностранных дел Украинской Народной Республики.

### Советский период

#### Становление советской власти
В начале 1920 года, после провозглашения советской власти, первым председателем сельского совета стал Трофим Илькович Чаруха. Для разделения земли между беднотой был создан комитет малоимущих крестьян во главе с Дмитрием Карациком. В середине 1920-х годов в селе была построена железная дорога. В 1920—1922 годах село входило в состав Кременчугской губернии, созданной декретами ВУЦИК. С 1922 года Лепляво — снова в составе Полтавской губернии. 7 марта 1923 года президиум ВУЦИК принял постановление о новом административно-территориальном делении Полтавской губернии. Согласно этому постановлению ликвидировалось разделение губернии на уезды и волости и вводился новый порядок — создавались округа и районы. Таким образом Лепляво вошло в Гельмязовский район Золотоношского округа. В 1925 году Золотоношский округ расформирован, а Гельмязевский район вошел в состав Черкасского округа, который был ликвидирован в 1930 году. С 1932 года село находилось в составе Киевской области, а с 1937 года — в составе Полтавской области.

#### Великая Отечественная война
В октябре 1941 года отступающие войска Юго-Западного фронта проходили через село. Во время одной из стычек с немцами на территории села (на железной дороге) 26 октября погиб детский писатель А. П. Гайдар, который находился в партизанском отряде Горелова, действовавшем в лесах возле села. С октября 1941 года по ноябрь 1943 года село было оккупировано немецко-фашистскими захватчиками и было включено в состав Золотоношского гебита Киевского генерального округа Рейхскомиссариата Украина. В годы войны погибли 262 односельчанина, 81 участник боевых действий награждён орденами и медалями. В братской могиле села захоронены 425 человек, из них — шесть Героев Советского Союза. Среди них Ф. В. Малык, А. Е. Смоляков, Тимирбек Ибрагимов, А. А. Шалимов. На их могиле в селе установлен памятник.

#### Послевоенные годы
В 1951 году колхозы, созданные до войны, были объединены в одно хозяйство имени Гайдара. Председателем колхоза остался Хваток (проработал председателем колхоза 18 лет). Колхоз имел в пользовании 4200 га сельскохозяйственных угодий, в том числе 3000 га пахотной земли. Основное направление хозяйства было зерновое и мясо-молочное производство.
После образования Черкасской области в 1954 году села Гельмязевский района Полтавской области (Лепляво, Озерище, Келеберда, Сушки, Прохоровка) были административно подчинены Черкасской области. В 1963 году Гельмязевский район был ликвидирован, а вышеупомянутые села сначала отошли к Драбовскому району, а с 4 января 1965 года — к Каневскому району.
В начале 1960-х годов в село был проведен электрический свет. Крестьяне сами закапывали столбы, большую помощь оказывали старшеклассники. В середине 1960-х годов в селе начали строить водопроводный канал. В 1965 году было сооружено современное здание сельского совета. В конце 1960-х-начале 1970-х годов многие жители села работали на строительстве Каневской ГЭС, в это время началось строительство конторы Леплявского лесничества. Построены современные магазины, кафе, асфальтированная дорога в Канев.
В 1972 году в селе проживало 2620 человек. В это время в селе действовали больница на 25 коек, аптека, амбулатория, средняя школа, сельский клуб на 200 мест, две библиотеки с книжным фондом в 12,1 тысяч экземпляров, филиал связи, сберегательная касса. В 1978 году было построено новое помещение средней школы. Старая школа, существовавшая ещё с 1913 года, была разобрана, а участки земли розданы жителям села.
В июле 1995 года Кабинет министров Украины утвердил решение о приватизации находившегося здесь совхоза.

## Население
Население по переписи 2001 года составляло 2069 человек. По состоянию на 2009 год составляло 1971 человек.

### Языковой состав
Родной язык населения по данным переписи 2001 года:
| Язык       | Численность, чел. | Доля     |
| ---------- | ----------------- | -------- |
| Украинский | 1 975             | 95,46 %  |
| Русский    | 87                | 4,20 %   |
| Другое     | 7                 | 0,34 %   |
| Итого      | 2 069             | 100,00 % |

## Современность
На территории села есть различные организации и учреждения, среди них: СООО «Урожай», который занимается выращиванием зерновых, Леплявское лесничество, филиал ОАО «Птицефабрика Мироновская», которая занимается выращиванием и откормом птицы. Сегодня в селе функционируют участковая больница, амбулатория, железнодорожная станция Ляплава, отделение связи, аптека, филиал Ощадбанка.

## Известные люди
С XVIII века здесь жили известные семьи священников Левицкого и Даниила Юркевича.
В селе родились:
- Памфил Данилович Юркевич (1826 или 1827—1874) — философ-идеалист, педагог.
- Андрей Николаевич Ливицкий (1879—1954) — украинский общественный и политический деятель, отец поэтессы Натальи Ливицкой-Холодной.

С селом связан герой войны 1812 года генерал Дмитрий Петрович Неверовский.
Во время Великой Отечественной войны в Лепляво погиб советский писатель Аркадий Петрович Гайдар.